# Drosophila eniwae
Drosophila eniwae är en tvåvingeart som beskrevs av Takada, Beppu och Masanori Joseph Toda 1979. Drosophila eniwae ingår i släktet Drosophila och familjen daggflugor.
Artens utbredningsområde är Japan.